# Bay City (Wisconsin)
Bay City è un comune degli Stati Uniti, situato in Wisconsin e in particolare nella Contea di Pierce.